# Górnik (1921)
Górnik – holownik morski z okresu międzywojennego należący do Towarzystwa Żegluga Wisła-Bałtyk, zbudowany w 1921 roku, pierwotnie służył u niemieckiego armatora pod nazwą Galata. Zatonął 1 listopada 1927 roku.

## Historia
Zbudowany został w 1921 roku w stoczni Flender-Werke w Lubece. Zamówiony został dla towarzystwa żeglugowego HAPAG w Hamburgu pod nazwą „Galata”, w 1923 roku trafił do armatora Bugsier-, Reederei- und Bergungs AG w Hamburgu. 
W listopadzie 1926 roku został zakupiony przez polskie nowo powstałe polskie Towarzystwo Żegluga Wisła-Bałtyk w Tczewie i używany był początkowo pod nazwą „Bagatela”, a ostatecznie „Górnik” do holowania lichtug wywożących węgiel z Tczewa do zagranicznych portów nadbałtyckich. Był on najnowszym i drugim co do mocy holownikiem Towarzystwa. 
1 listopada 1927 roku „Górnik” powracał z Kopenhagi z pustymi lichtugami „Felek” i „Bolek”. Po godzinie 15.50 po minięciu Stilo, w sztormie, na skutek dużego falowania, holownik przewrócił się i zatonął. Zginęło 9 osób, w tym kapitan Johannes Pehrs (Niemiec), uratował się tylko pierwszy mechanik Władysław Szczęsnowicz. Izba Morska orzekła, że przyczyny zatonięcia nie da się ustalić.